# Meteņi
Meteņi, parfois appelé Meteņdiena, est l'une des fêtes lettones traditionnellement célébrée le 6 février. Le Meteņi est un point médian désigné entre le Noël et les Pâques. Parfois, Meteņi est célébrée 7 semaines avant Pâques, après quoi commence le Carême. 

## Célébration
À cette époque, on tue des cochons, c'est pourquoi les plats de fête traditionnels contiennent des têtes et des queues de cochon. L’un des rituels les plus importants pendant Meteņi est de faire une promenade – soit en traîneau, en calèche ou même en patinant sur un étang. On va en visite. On organise également les processions festives où les gens déguisés se dirigent d'une maison à l'autre, afin d'éloigner les mauvais esprits. On rivalise de vantardise, on brûle des bottes de paille et les couronnes de la célébration de Līgo.

## Croyances
On croit que plus loin on va en visite le jour de Meteņi, meilleure sera la récolte de l'été suivant. Les femmes doivent se brosser les cheveux pour que la récolte, en particulier celle du lin, soit longue et bonne, et ne pourrisse pas. Le soir de Meteņi, on roule des boules de neige pour que les choux grandissent mieux. S'il y a du vent à Meteni, ce sera un printemps froid. S'il y a de la neige sur les toits ce jour-là, il y aura beaucoup de champignons et de baies en été.